# Alice (album, Tom Waits)
Alice je soundtrack Toma Waitse. Album vyšlo roku 2002 pod značkou ANTI-. Jedná se o hudbu ke hře Alice v adaptaci Roberta Wilsona.

## Seznam skladeb
Autory všech skladeb jsou Tom Waits a Kathleen Brennan.
| Pořadí         | Název                    | Délka |
| -------------- | ------------------------ | ----- |
| 1.             | Alice                    | 4:28  |
| 2.             | Everything You Can Think | 3:10  |
| 3.             | Flower's Grave           | 3:28  |
| 4.             | No One Knows I'm Gone    | 1:42  |
| 5.             | Kommienezuspadt          | 3:10  |
| 6.             | Poor Edward              | 3:42  |
| 7.             | Table Top Joe            | 4:14  |
| 8.             | Lost in the Harbour      | 3:45  |
| 9.             | We're All Mad Here       | 2:31  |
| 10.            | Watch Her Disappear      | 2:33  |
| 11.            | Reeperbahn               | 4:02  |
| 12.            | I'm Still Here           | 1:49  |
| 13.            | Fish & Bird              | 3:59  |
| 14.            | Barcarolle               | 3:59  |
| 15.            | Fawn (instrumentální)    | 1:43  |
| Celková délka: | Celková délka:           | 48:23 |

## Sestava
- Tom Waits – zpěv, klavír, harmonium, mellotron, chamberlin, zvonkohra, činely, další
- Colin Stetson – basklarinet, saxofon, barytonsaxofon, klarinet
- Larry Taylor – baskytara, akustická kytara, elektrická kytara, perkuse
- Tim Allen – güiro
- Ara Anderson – baskřídlovka, trubka
- Myles Boisen – banjo
- Andrew Borger – perkuse
- Matt Brubeck – violoncello, baskytara
- Bent Clausen – klavír, kravské zvony
- Stewart Copeland – bicí
- Joe Gore – elektrická kytara
- Dawn Harms – housle, stroh housle
- Carla Kihlstedt – housle
- Eric Perney – baskytara
- Nik Phelps – trubka, francouzský roh
- Bebe Risenfors – altviola, klarinet, perkuse, marimba, housle, stroh housle, viola, basklarinet
- Gino Robair – bicí, perkuse, marimba
- Matthew Sperry – baskytara